# Pótcímer
Névváltozatok: pótczímer (Bárczay 6.) 

la: insignia substitutionis, fr: armoiries de substitution, de: Substitutionswappen

Rövidítések

A pótcímer olyan címer, melyet a régi helyébe vesznek fel. Ez történhet a név megváltoztatásával vagy anélkül is. 
Ilyen címer a Máriaffy családé, amelyet 1742-ben vettek fel a régi (Maksai címer) helyett; Dessewffy Tamás pedig a saját címerét és nevét a Szirmayakéra cserélte fel, amikor örökbefogadó apjával, Szirmay Istvánnal együtt 
1695-ben bárói rangra emelték. 
A régi címer az új mellett tovább használható, mert nem veszíti el az érvényét, kivéve, ha azt az új címer adományozásakor külön megemlítik.

## Kapcsolódó szócikk
- Gúnycímer